# Іван Фіолич
Іван Фіолич (хорв. Ivan Fiolić, нар. 29 квітня 1996, Загреб) — хорватський футболіст, півзахисник клубу «Локомотива».

## Клубна кар'єра
Народився 29 квітня 1996 року в місті Загреб. Вихованець футбольної школи клубу «Динамо» (Загреб). Дорослу футбольну кар'єру розпочав в травні 2014 року в останніх турах сезону 2013/14, але основним гравцем так і не став, зіграши а рік лише у 7 матчах чемпіонату, хоча і виграв з командою два чемпіонати і один Кубок Хорватії.
В липні 2015 року перейшов до «Локомотиви» приєднався 2015 року. Відтоді встиг відіграти за загребських «локомотивів» 31 матч в національному чемпіонаті.

## Виступи за збірні
З 2010 року виступав у складі юнацької збірної Хорватії різних вікових категорій, взяв участь у 43 іграх на юнацькому рівні, відзначившись двома забитими голами.
З 2015 року залучався до складу молодіжної збірної Хорватії. На молодіжному рівні зіграв у 3 офіційних матчах.

## Досягнення
- Чемпіон Хорватії (3):

«Динамо»: 2013-14, 2014–15, 2017-18
- Володар Кубка Хорватії (2):

«Динамо»: 2014–15, 2017-18
- Чемпіон Бельгії (1):

«Генк»: 2018-19
- Володар Суперкубка Бельгії (1):

«Генк»: 2019
- Володар Кубка Польщі (1):

«Краковія»: 2019-20
- Володар Суперкубка Польщі (1):

«Краковія»: 2020